# Filip Jagiełło
Filip Wojciech Jagiełło (Lubin, 8 agosto 1997) è un calciatore polacco, centrocampista del Lech Poznań.

## Caratteristiche tecniche
È un centrocampista centrale che all'occorrenza può anche ricoprire il ruolo di mediano. Fa della tecnica e dell'impostazione della manovra le sue armi migliori. Si distingue anche per essere un calciatore di corsa e sostanza.

## Carriera

### Club

#### Gli inizi
Dopo avere giocato per 6 anni, in patria, nello Zagłębie Lubin, il 31 gennaio 2019 si trasferisce al Genoa, che lo lascia in prestito al club polacco fino al successivo giugno.

#### Genoa e prestito al Brescia
A fine stagione si aggrega al club rossoblù, con cui debutta in Serie A il 20 ottobre 2019, nella sconfitta per 5-1 contro il Parma. Il 3 dicembre seguente esordisce invece in Coppa Italia, nella vittoria per 3-2 ai danni dell'Ascoli.
Nel finale di stagione si rivela decisivo, rimanendo coinvolto in due gol pesantissimi nella rincorsa alla salvezza: il 23 luglio nello scontro diretto contro il Lecce, colpendo il palo su un tiro da fuori area e causando l'autorete del portiere salentino Gabriel; e appena tre giorni dopo, nel derby contro la Sampdoria più tardi strappando il pallone a Bartosz Bereszyński per servirlo a Lukas Lerager, autore del gol vittoria.
Ad ottobre del 2020 si trasferisce al Brescia, in Serie B, a titolo temporaneo. Fa il suo esordio con le Rondinelle nel terzo turno di Coppa Italia contro il Perugia, il 28 dello stesso mese, mentre il 7 novembre segna la sua prima rete in occasione del successo in casa del Cosenza (2-1). 
Il 9 agosto 2021 il prestito viene esteso per un'altra stagione.

#### Ritorno al Genoa e prestito allo Spezia
Al termine del prestito alle Rondinelle, fa ritorno al Genoa, nel frattempo retrocesso. Il 17 settembre 2022, sigla il suo primo gol con i rossoblu, nella vittoria per 1-0 ai danni del Modena. Dopo aver contribuito al ritorno immediato in massima serie del Grifone, nel maggio del 2023 il centrocampista polacco rinnova il proprio contratto con la società fino al 30 giugno 2025.
Il 17 gennaio 2024, viene ceduto in prestito fino al termine della stagione allo Spezia, in Serie B. Il 3 febbraio successivo segna la sua prima rete con i liguri, firmando il gol del definitivo pareggio in casa contro il Catanzaro.

#### Il ritorno in Polonia
Il 13 agosto 2024, viene ufficialmente ceduto a titolo definitivo al Lech Poznań, con cui firma un contratto triennale; torna così in patria dopo cinque anni in Italia.

## Statistiche

### Presenze e reti nei club
Statistiche aggiornate al 10 maggio 2024.
| Stagione              | Squadra               | Campionato            | Campionato | Campionato | Coppe nazionali | Coppe nazionali | Coppe nazionali | Coppe continentali | Coppe continentali | Coppe continentali | Altre coppe | Altre coppe | Altre coppe | Totale | Totale |
| Stagione              | Squadra               | Comp                  | Pres       | Reti       | Comp            | Pres            | Reti            | Comp               | Pres               | Reti               | Comp        | Pres        | Reti        | Pres   | Reti   |
| --------------------- | --------------------- | --------------------- | ---------- | ---------- | --------------- | --------------- | --------------- | ------------------ | ------------------ | ------------------ | ----------- | ----------- | ----------- | ------ | ------ |
| 2013-2014             | Zagłębie Lubin        | EK                    | 4          | 0          | CP              | 0               | 0               | -                  | -                  | -                  | -           | -           | -           | 4      | 0      |
| 2014-2015             | Zagłębie Lubin        | 1L                    | 4          | 0          | CP              | 1               | 0               | -                  | -                  | -                  | -           | -           | -           | 5      | 0      |
| 2015-2016             | Zagłębie Lubin        | EK                    | 4          | 1          | CP              | 2               | 0               | -                  | -                  | -                  | -           | -           | -           | 6      | 1      |
| 2016-2017             | Zagłębie Lubin        | EK                    | 17         | 0          | CP              | 0               | 0               | UEL                | 0                  | 0                  | -           | -           | -           | 17     | 0      |
| 2017-2018             | Zagłębie Lubin        | EK                    | 32         | 1          | CP              | 3               | 0               | -                  | -                  | -                  | -           | -           | -           | 35     | 1      |
| 2018-2019             | Zagłębie Lubin        | EK                    | 32         | 3          | CP              | 0               | 0               | -                  | -                  | -                  | -           | -           | -           | 32     | 3      |
| Totale Zagłębie Lubin | Totale Zagłębie Lubin | Totale Zagłębie Lubin | 93         | 5          |                 | 6               | 0               |                    | 0                  | 0                  |             | -           | -           | 99     | 5      |
| 2019-2020             | Genoa                 | A                     | 11         | 0          | CI              | 1               | 0               | -                  | -                  | -                  | -           | -           | -           | 12     | 0      |
| 2020-2021             | Brescia               | B                     | 34+1       | 6          | CI              | 1               | 0               | -                  | -                  | -                  | -           | -           | -           | 36     | 6      |
| 2021-2022             | Brescia               | B                     | 28+3       | 3          | CI              | 1               | 0               | -                  | -                  | -                  | -           | -           | -           | 32     | 3      |
| Totale Brescia        | Totale Brescia        | Totale Brescia        | 66         | 9          |                 | 2               | 0               |                    | -                  | -                  |             | -           | -           | 68     | 9      |
| 2022-2023             | Genoa                 | B                     | 34         | 4          | CI              | 2               | 0               | -                  | -                  | -                  | -           | -           | -           | 36     | 4      |
| 2023-gen. 2024        | Genoa                 | A                     | 2          | 0          | CI              | 1               | 0               | -                  | -                  | -                  | -           | -           | -           | 3      | 0      |
| Totale Genoa          | Totale Genoa          | Totale Genoa          | 47         | 4          |                 | 4               | 0               |                    | -                  | -                  |             | -           | -           | 51     | 4      |
| gen.-giu. 2024        | Spezia                | B                     | 13         | 1          | CI              | -               | -               | -                  | -                  | -                  | -           | -           | -           | 13     | 1      |
| Totale Spezia         | Totale Spezia         | Totale Spezia         | 13         | 1          |                 | 0               | 0               |                    | -                  | -                  |             | -           | -           | 13     | 1      |
| 2024-2025             | Lech Poznań           | EK                    | 0          | 0          | CP              | 0               | 0               | -                  | -                  | -                  | -           | -           | -           | 0      | 0      |
| Totale carriera       | Totale carriera       | Totale carriera       | 220        | 19         |                 | 12              | 0               |                    | 0                  | 0                  |             | -           | -           | 232    | 21     |

## Palmarès

### Club

#### Competizioni nazionali
- Campionato polacco: 1

Lech Poznań: 2024-2025